# Peter Calvert
Peter Anthony Richard Calvert (* 1936; † 10. Juli 2014) war ein britischer Politikwissenschaftler und Hochschullehrer.

## Leben und Wirken
Peter Calvert studierte nach dem Militärdienst Politikwissenschaft an der University of Michigan und erwarb dort 1961 seinen ersten Studienabschluss. Von 1960 bis 1961 arbeitete er dort als „Teaching Fellow“. Anschließend wechselte er an die University of Cambridge und promovierte dort 1964 zum Ph.D. mit einer Dissertation über die mexikanische Revolution von 1910 bis 1914. Von 1964 bis 1974 war er dann als Dozent an der University of Southampton tätig. 1966 hatte Calvert eine Gastdozentur an der University of California, Santa Barbara, inne, die Zeit von 1969 bis 1970 verbrachte er zu Forschungszwecken an der Harvard University. Seither lehrte und forschte er dann bis zum Ruhestand an der University of Southampton, ab 1984 als Professor.
Calvert gilt vor allem als Experte auf dem Gebiet der internationalen Politik, den politischen Entwicklungen in Lateinamerika und der Theorie und Praxis von Revolutionen.

## Veröffentlichungen (Auswahl)
- The Mexican Revolution, 1910–1914. The diplomacy of anglo-american conflict (= Cambridge Latin American studies, Bd. 3). Cambridge University Press, Cambridge 1968 (= Dissertation Universität Cambridge).
- Latin America. Internal conflict and international peace. St. Martin's Press, New York 1969.
- Revolution (Key concepts in political science). Macmillan, London 1970.
- A study of revolution. Clarendon Press, Oxford 1970.
- Mexico. Benn, London 1973.
- The Falklands crisis. The rights and the wrongs. Pinter, London 1982, ISBN 0-86187-272-X.
- The concept of class. An historical introduction. Hutchinson, London 1982, ISBN 0-09-146670-9.
- Politics, power and revolution. A comparative analysis of contemporary government. St. Martin’s Press, New York 1983, ISBN 0-7108-0167-X.
- Guatemala. A nation in turmoil. Westview Press, Boulder 1985, ISBN 0-86531-572-8.
- The foreign policy of new states. St. Martin’s Press, New York 1986, ISBN 0-312-29865-X.
- (Hrsg.): The process of political succession. St. Martin’s Press, New York 1987, ISBN 0-312-00771-X.
- (Hrsg.): The Central American security system. North-South or East-West? Cambridge University Press, Cambridge 1988, ISBN 0-521-35132-4.
- (mit Susan Calvert): Argentinia. Political culture and instability. Macmillan, Basingstoke 1989, ISBN 0-8229-1156-6.
- (mit Susan Calvert): Latin America in the twentieth century. Macmillan, Basingstoke 1990, ISBN 0-333-45112-0.
- Revolution and counter-revolution. Open University Press, Buckingham 1990, ISBN 0-335-15398-4.
- (Hrsg.): Political and economic encyclopedia of South America and the Caribbean. Longman, Harlow 1991, ISBN 0-582-08528-4.
- The international politics of Latin America. Manchester University Press, Manchester 1994, ISBN 0-7190-3495-7.
- An introduction to comparative politics. Harvester Wheatsheaf, New York 1994, ISBN 0-7450-1075-X.
- (mit Susan Calvert): The South, the North and the environment. Pinter, London 1999, ISBN 1-85567-535-8.
- (Hrsg., mit Peter Burnell): Civil society in democratization. Cass, London 2004, ISBN 0-7146-5589-9.
- A political and economic dictionary of Latin America. Europa Publ., London 2004, ISBN 1-85743-211-8.
- (mit Susan Calvert): Politics and society in the developing world. 3. Aufl. Longman, Harlow 2007, ISBN 1-4058-2440-9.
- Terrorism, civil war, and revolution. Revolution and international politics. 3. Aufl. Continuum, New York 2010, ISBN 1-4411-6784-6.